# Euproctis pectinata
Euproctis pectinata is een vlinder uit de familie spinneruilen (Erebidae), onderfamilie donsvlinders (Lymantriinae). De wetenschappelijke naam van deze soort is voor het eerst geldig gepubliceerd in 1912 door Fryer.
De soort komt voor in tropisch Afrika.